# Jakov Jurovskij
Jakov Michajlovič Jurovskij (rusky Яков Михайлович Юровский; 19. června 1878 Tomsk – 2. srpna 1938 Moskva) byl bolševický revolucionář a sovětský politik. Je znám jako věznitel a popravčí cara Mikuláše II. a jeho rodiny.

## Životopis

### Mládí
Jakov Jurovskij se narodil jako Jankel Chajmovič Jurovskij, osmé z deseti židovských dětí v Tomsku, kde pobýval jeho otec, když si odpykával trest za krádež. Jeho matka byla švadlena. Dědeček Izák byl rabínem v Poltavě. Krátce před příklonem k marxismu konvertoval Jurovskij k protestantství.
Jurovskij se vyučil hodinářem a roku 1904 odešel do Německa. Do Ruska se vrátil během revoluce roku 1905 a po jejím krachu se připojil k bolševikům. Několikrát byl zatčen a setkal se s Jakovem Sverdlovem.

Roku 1907 odešel do USA, v roce 1910 se však vrátil do Ruska. Po vypuknutí první světové války byl povolán do armády a sloužil jako lékař v lazaretu. Za únorové revoluce se Jurovskij stal členem Jekatěrinburského sovětu. Po říjnové revoluci byl tamním komisařem pro justici a stal se členem tajné policie Čeky.

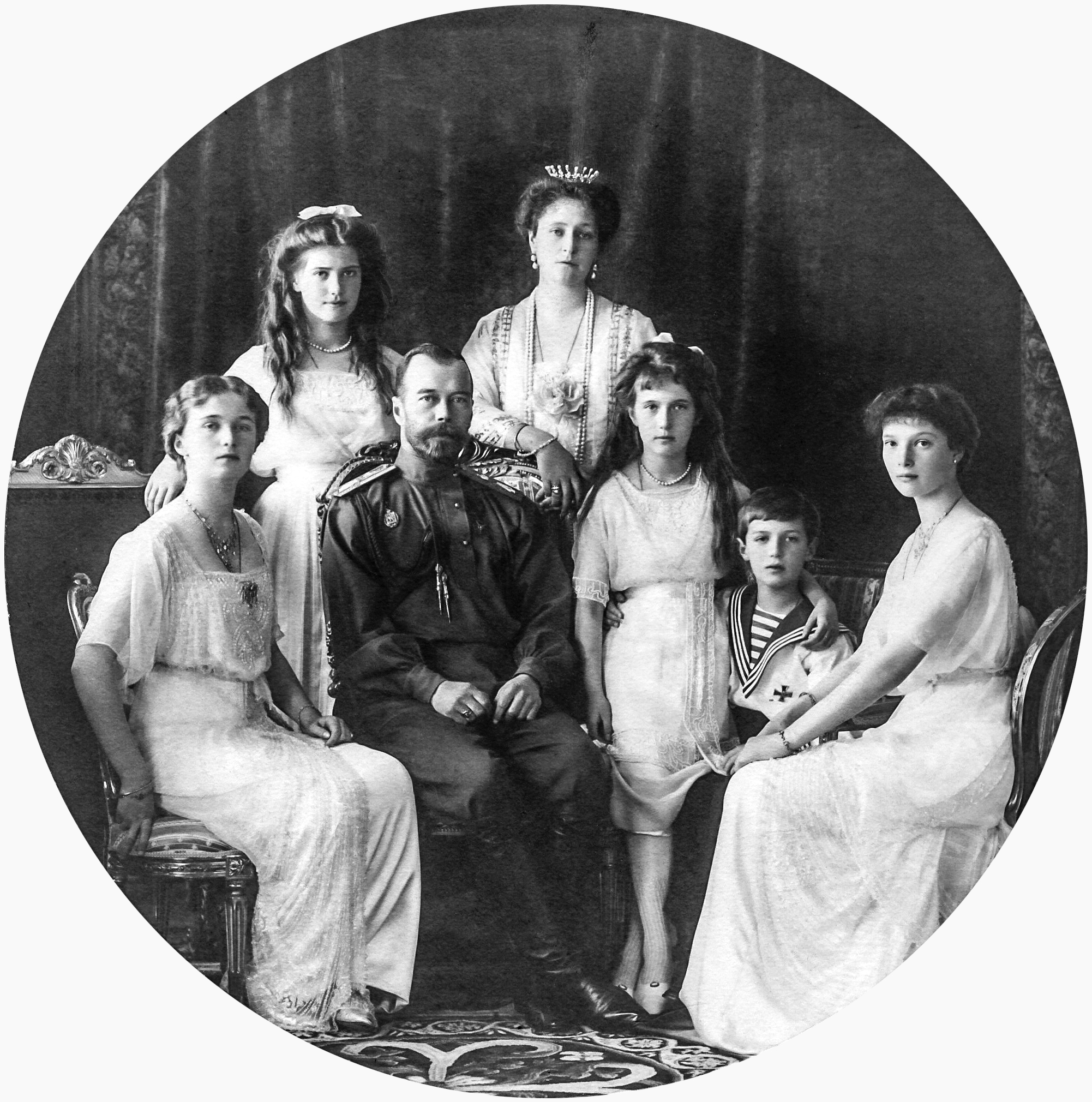
Jurovského oběti. Zleva:Olga, Marie, Mikuláš II., Alexandra, Anastázie, Alexej a Taťána

### Zavraždění carské rodiny
Roku 1918 byl car Mikuláš II. se svou rodinou vězněn v Jekatěrinburgu v Ipaťjevově domě. Jurovskij se stal jejich poručníkem.
Dne 17. července 1918 odvedlo popravčí komando carskou rodinu do sklepa. Jurovskij šel s nimi. Rodina byla postavena ke zdi a komando zahájilo palbu. Car (toho zastřelil osobně Jurovskij) a carevna Alexandra byli na místě mrtvi. Jejich děti však palbu přežily a pobíhaly po místnosti. Když carevič Alexej oběhl Jurovského, ten ho povalil a osobně ho střelil do ucha. Jeho sestry pak byly ubodány bajonety.
Poté byla jejich těla prozkoumána. Bylo zjištěno, že jejich spodní prádlo bylo poseto diamanty, které jim posloužily jako neprůstřelná vesta, proto střelbu přežily.

### Pozdější život
V témže roce vedl Jurovskij vyšetřování okolo Fanny Kaplanové, která se neúspěšně pokusila zabít (zastřelit) Lenina. Od roku 1921 pracoval jako šéf sovětské státní pokladny. Zemřel v roce 1938 v Kremelské nemocnici na žaludeční vřed.